# دنيس هاموند
دنيس هاموند (بالإنجليزية: Dennis Hammond)‏ هو سياسي أمريكي، ولد في 15 ديسمبر 1819، وتوفي في 31 أكتوبر 1891.